# پرایمل اسکریم
پرایمل اسکریم(به انگلیسی: Primal Scream) نام گروه آلترنیتیو راک اسکاتلندی است که در سال ۱۹۸۲ در گلاسکو توسط بابی گیلسپی و جیم بیتی تشکیل شد.
گروه بین سال های ۱۹۸۲ ال ۱۹۸۴ به اجراهایی می‌پرداخت اما تا زمانی که گیلسپی از گروه د جیزز اند مری جین (The Jesus and Mary Chain)جدا نشده بود به موفقیت خاصی دست نیافت.پرایمل اسکریم یکی از گروه‌های کلیدی موسیقی ایندی راک دهه هشتاد بود اما در یک تغییر ناگهانی صدای گروه به سمت صوتی سایکدلیک‌تر و سپس گاراژ راک تغییر کرد.آلبوم سال ۱۹۹۱ گروه به نام Screamadelica باعث شد که پرایمل اسکریم توجه زیادی را به خود جلب کند و با وجود تغییر زیادی که در بین نوازنده‌های گروه به وجود می‌آید همچنان از نظر اقتصادی یکی از پرفروش‌ترین گروه‌ها باقی بماند و همچنان به اجرای زنده و ضبط آهنگ ادامه دهد.

## آلبوم‌ها
- Sonic Flower Groove - ۱۹۸۷
- Primal Scream - ۱۹۸۹
- Screamadelica - ۱۹۹۱
- Give Out But Don't Give Up - ۱۹۹۴
- Vanishing Point - ۱۹۹۷
- XTRMNTR - ۲۰۰۰
- Evil Heat - ۲۰۰۲
- Riot City Blues - ۲۰۰۶
- Beautiful Future - ۲۰۰۸